# Bijeli lastavičnjak
Bijeli lastavičnjak  (bijela lastavina, divlja paprika, riga pasja, lat. Vincetoxicum hirundinaria) je otrovna biljka iz porodice zimzelenovki (Apocynaceae), rod lastavina ili krvnik (Vincetoxicum). Jedan je od 3 europska predstavnika ovog roda, druge su biljke iz spomnute porodice raširene u tropskim krajevima. Biljka je korištena kao ljekovita, spominje je već Dioskurid. Podanak biljke sadrži glikozide asklepiadin i vincetoksin. Raste u suhim šumama i na suhim livadama.

## Opis
Naraste do 100 cm visine.Listovi su nasuprotni, plavkasto zeleni, s donje strane svjetliji. Cvjetovi su u malim grozdovima, bijele boje. Plod šiljasta mahuna.

## Podvrste
1. Vincetoxicum hirundinaria subsp. adriaticum (G. Beck) Markgr., jadranski lastavičnjak, raste uz jadransku obalu.
2. Vincetoxicum hirundinaria subsp. contiguum (Koch) Markgr. raste uz jadransku obalu
3. Vincetoxicum hirundinaria subsp. hirundinaria
4. Vincetoxicum hirundinaria subsp. laxum (Bartl.) Poldini
5. Vincetoxicum hirundinaria subsp. luteolum (Jordan & Fourr.) La Valva & al.
6. Vincetoxicum hirundinaria subsp. nivale (Boiss. & Heldr.) Markgr.

## Vanjske poveznice
https://hirc.botanic.hr/fcd/DetaljiFrame.aspx?IdVrste=11614